# Mammillaria crucigera
Mammillaria crucigera (укр. Мамілярія крестова, Мамілярія круцигера) — сукулентна рослина з роду мамілярія родини кактусових.

## Етимологія

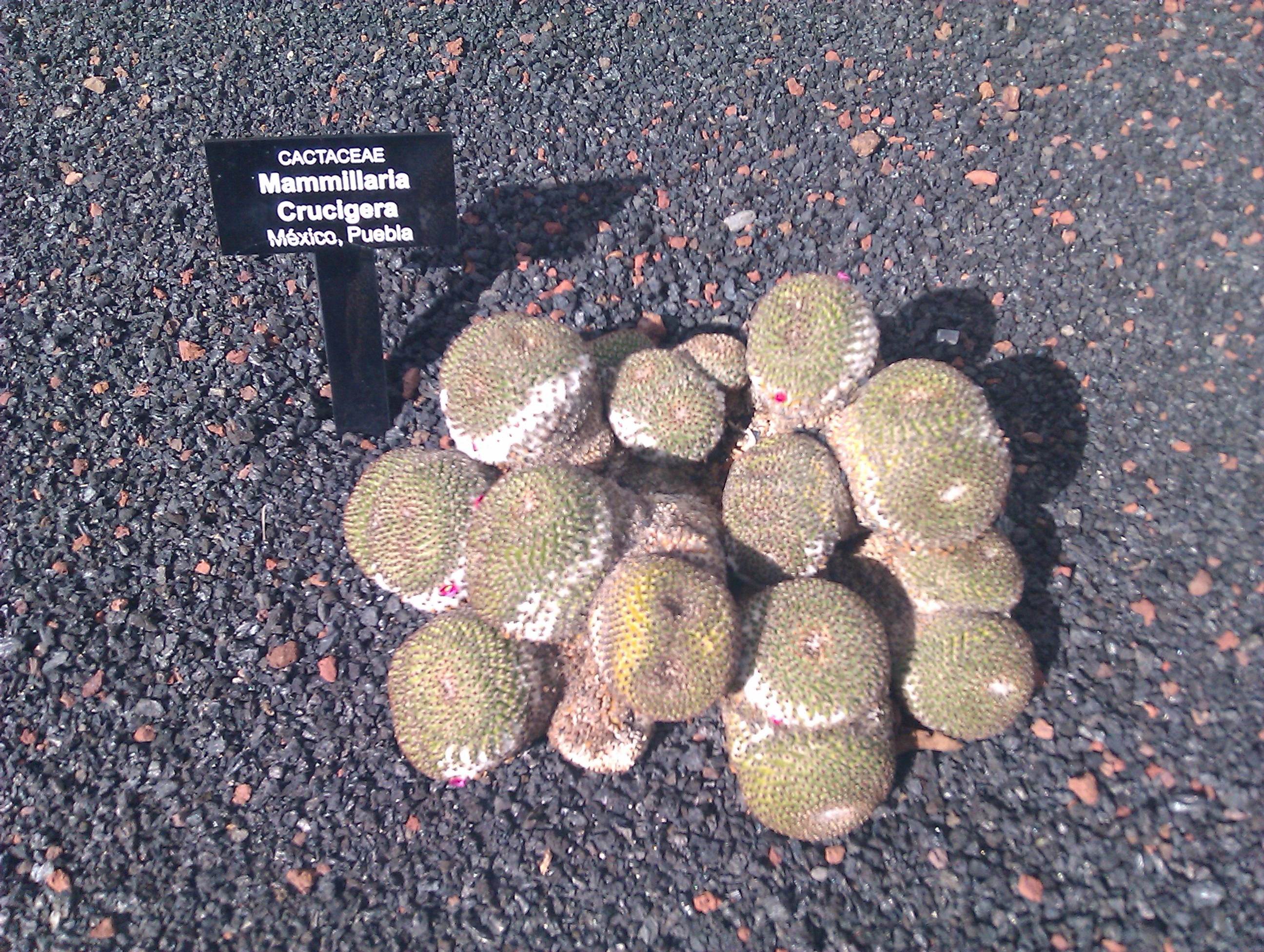
Mammillaria crucigera в ботанічному саду
«Сад кактусів» (Канарські острови)

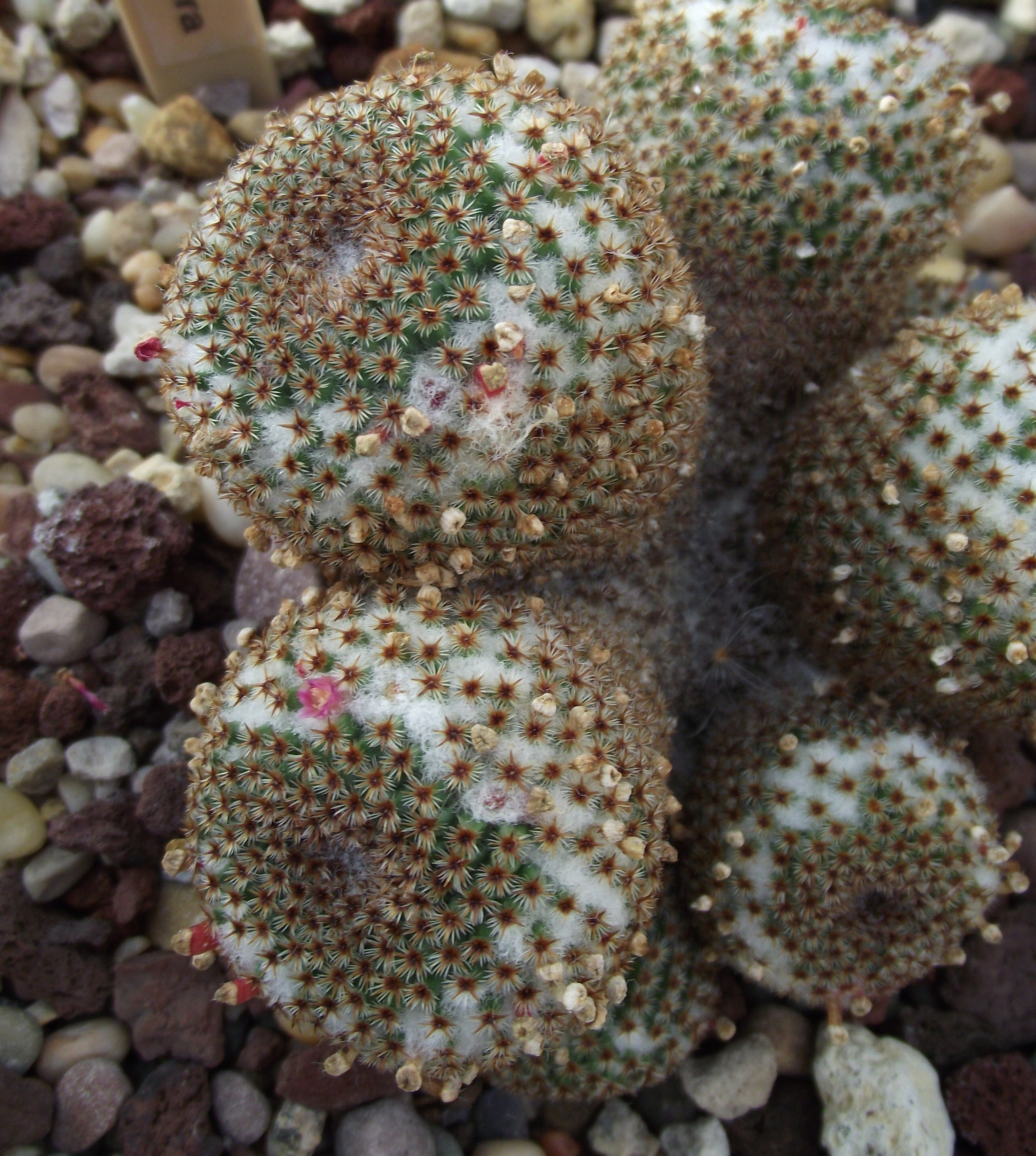
Mammillaria crucigera з квітами і плодами

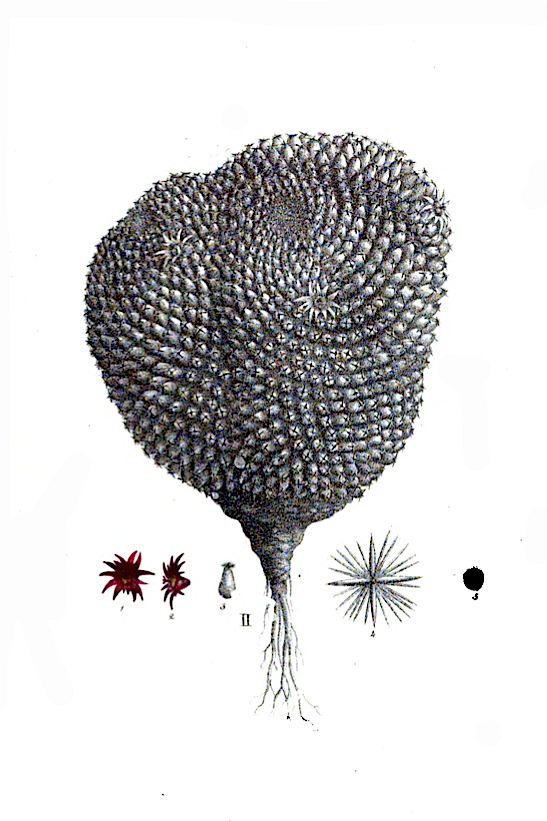
Ілюстрація Mammillaria crucigera у виданні Карла Марциуса 1932 року

Видова назва походить від лат. crucigera — крестова.

## Ареал
Ареал зростання — Мексика, штати Оахака, недадеко від Teotitlán de Flores Magón, і Пуебла, Тілапа, на висоті від 800 до 950 метрів над рівнем моря. Колишні описи про місця зростання в Ідальго і Сан-Луїс-Потосі не підтверджуються.

## Морфологічний опис
Рослина одиночна або розгалужується на дві голови, або може іноді утворювати малі групи.
| Орган              | Опис |
| Коріння            | |
| Стебло             | сплюснуте-кулясте до коротко-циліндричного, до 10 см заввишки, 5-6 см в діаметрі. |
| Епідерміс          | оливково-зеленого до сіро-зеленого відтінку. |
| Маміли             | тверді, з нечіткими кутами, кілевидні, з молочним соком під час росту. |
| Ареоли             | |
| Аксили             | з рідкісним білим пухом. |
| Центральні колючки | 4, іноді 5, трохи товщі і довше ніж радіальні колючки, від білуватих до воскоподібно-жовтих та коричнево-чорних, жорсткі, до 2 мм завдовжки, формуються у вигляді хреста, звідси і назва цієї рослини. |
| Радіальні колючки  | 24 або більше (в описі Андерсона 16-30), крихітні і тонкі, голчасті або щетинисті, білі, завдовжки до 2 мм.                                                                                            |
| Квіти              | маленькі, тільки трохи висупають через колючки, воронкоподібні, пурпурно-рожеві, рідко виростають вище колючок.                                                                                        |
| Бутони             | |
| Зовнішні пелюстки  | |
| Внутрішні пелюстки | |
| Тичинки            | |
| Маточка            | |
| Плоди              | червоні. |
| Насіння            | маленьке, коричневе, завдовжки трохи більше 0,5 мм. |

## Охоронні заходи
Mammillaria crucigera входить до Червоного Списку Міжнародного Союзу Охорони Природи видів під загрозою зникнення (EN). Вид має досить вузький, сильно фрагментований ареал (приблизно 2500 км²). Чисельність популяції знижується через деградацію середовища проживання і ураження комахами невідомого походження. Великі площі, де зростав цей кактус були перетворені на сільськогосподарські угіддя; інші частини перебувають під великим тиском через випас кіз та розведення худоби.
За оцінками чисельність рослин у 2000 році складала близько 200 000 дорослих особин.
Зростає у біосферному заповіднику Теуакан-Куїкатлан.
Охороняється Конвенцією про міжнародну торгівлю видами дикої фауни і флори, що перебувають під загрозою зникнення (CITES).

## Підвиди
Визнано два підвиди Mammillaria crucigera:
- Mammillaria crucigera subsp. crucigera

Майже завжди має роздвоєне стебло.

Центральних колючок — 4-5, жовтуватого або коричневого відтінку.

Радіальних колючок — 22-30.
- Mammillaria crucigera subsp. tlalocii (Repp.) D.R.Hunt 1997

Стебло звичайно одиночне, рідко кущиться, коротко-колоноподібне.

Повільно зростаюча рослина.

Стебло приблизно до 20 см завдовжки, в діаметрі від 5 до 7 см.

Стебло кулясте, пізніше колоноподібне, що має форму зігнутої курильної трубки.

Аксили з білим пухом.

Маміли короткі і розташовані з добре помітною спірально-геометричною послідовністю.

Радіальних колючок — від 16 до 22, гладко білі, від 1 до 2 мм завдовжки, довші з боків.

Центральних колючок — 2-4, гладкі, білі, з коричневими кінцями.

Квіти — червоно-рожеві, від 12 до 14 мм завдовжки, в діаметрі від 8 до 10 мм, рильця маточки червоні.

Плоди — яскраво-червоні.

Насіння — маленькі, коричневі.

Ареал зростання — Мексика, штат Оахака, каньйон Томеллін, на висоті від 800 до 1 000 метрів над рівнем моря.